# As You Wish
As You Wish는 대한민국의 걸 그룹 우주소녀의 미니 음반이다. 타이틀 곡은 '이루리'이다. 2019년 11월 19일에 발매되었다.

## 발매 과정
- 2019년 10월 25일, 컴백 사실이 발표되었다.[3][4]

- 11월 3일 개인 이미지 티저가 공개되었다.[5] 5일에는 단체 이미지 티저가 공개되었다.[6] 이어 11월 9일과 11월 10일에 걸쳐 단체 티저를 2개 공개했다.[출처 필요]

- 11월 7일에는 트랙 리스트가 공개되었다.[7][8]

- 11월 15일에 '이루리'의 뮤직 비디오 티저가,[9][10] 11월 17일에는 앨범 프리뷰 영상이 공개되었다.[11]

- 11월 19일 오후 6시, 음반이 공개되었다.

## 수록곡
| #  | 제목                           | 작사                          | 작곡                                      | 편곡 | 재생 시간 |
| -- | ------------------------------ | ----------------------------- | ----------------------------------------- | ---- | --------- |
| 1. | 〈이루리〉                     | KZ, D'DAY, 엑시               | KZ, Nthonius, 비오(B.O.)                  |      |           |
| 2. | 〈행운을 빌어 (Luckitty-cat)〉 | 진리(Full8loom), 엑시         | 영광의 얼굴들(Full8loom), 진리(Full8loom) |      |           |
| 3. | 〈야광별 (LIGHTS UP)〉         | 진솔, 정신해, 엑시            | 키겐, 진솔, MOpin                         |      |           |
| 4. | 〈우와 (WW)〉                  | 정호현(e.one), 이하진, 엑시   | 정호현(e.one), 최현준                     |      |           |
| 5. | 〈BADABOOM (바다붐)〉          | KZ, 비오(B.O.), 엑시          | KZ, Nthonius, 비오(B.O.)                  |      |           |
| 6. | 〈Full Moon〉                  | 김규석, 엑시                  | 다원, 신쿵                                |      |           |
| 7. | 〈Don't Touch〉                | 엑시, Big Brother, MAKECAKE36 | 엑시, Big Brother, MAKECAKE36             |      |           |

## 차트
| 차트 (2019)                 | 최고 순위 |
| --------------------------- | --------- |
| 대한민국 (가온 차트 ‘주간’) | 2         |
| 대한민국 (가온 차트 ‘월간’) | 8         |

### 음원 차트
2020년 1월 1일, 타이틀 곡 '이루리'는 멜론 실시간 차트에서 4위, 지니에서 4위, 벅스에서 3위, 플로에서 2위를 기록했다.
2021년 1월 1일에는 멜론, 벅스, 지니 등 국내 주요 음원 실시간 차트에서 1위에 올랐다.